# Società Sportiva Juventus Stabia 1984-1985
Questa voce raccoglie le informazioni riguardanti la Società Sportiva Juve Stabia nelle competizioni ufficiali della stagione 1984-1985.

## Stagione
In questa stagione la Juve Stabia disputa il campionato di Interregionale girone L. Termina il campionato al primo posto in classifica, ed ottiene quindi, la promozione diretta in Serie C2 per la stagione successiva.
Nell'arco delle 30 giornate realizza 44 punti, con 17 vittorie, 10 pareggi e 3 sconfitte.

## Rosa
| N. |                   | Ruolo | Calciatore           |
| -- | ----------------- | ----- | -------------------- |
|    | Italia (bandiera) |       | Aniello Garofalo     |
|    | Italia (bandiera) |       | Giacomo Pontillo     |
|    | Italia (bandiera) |       | Alessandro Tognarini |
|    | Italia (bandiera) |       | Leandro Adrian       |
|    | Italia (bandiera) |       | Grava                |
|    | Italia (bandiera) |       | Lomonte              |

| N. |                   | Ruolo | Calciatore    |
| -- | ----------------- | ----- | ------------- |
|    | Italia (bandiera) |       | Scala         |
|    | Italia (bandiera) |       | Palermo       |
|    | Italia (bandiera) |       | Pisasale      |
|    | Italia (bandiera) |       | Bruno Govetto |
|    | Italia (bandiera) |       | Granucci      |
|    | Italia (bandiera) |       | Francese      |